# Holyrood Palace
Palace of Holyroodhouse er et kongeslot for enden af Royal Mile i Edinburgh i Skotland. Det blev opført i 1128 som kloster af kong David 1. af Skotland. Siden det 15. århundrede har Holyrood været den britiske monarks officielle residens i Skotland. 
Britiske monarker har normalt brugt slottet mindst en uge om året. Dronning Elizabeth 2. brugte det, når hun var i Skotland på officielle besøg, mens hun boede på Balmoral Castle, når hun var privat. Efter Det Skotske Parlament blev oprettet i 1999, har slottet været brugt oftere, især af Charles 3. af Storbritannien og prinsesse Anne af Storbritannien.
Når ingen kongelige er på Holyrood, er det åbent for offentligheden.